# Ometeotl
Ometeotl (Doi Zei) este un nume folosit uneori pentru perechea de zei Ometecuhtli/Omecihuatl (cunoscuți și ca Tonacatecuhtli și Tonacacihuatl) în mitologia aztecă.